# Nemeris mexicola
Nemeris mexicola là một loài bướm đêm trong họ Geometridae.